# Nougaro sur scène
Pour les articles homonymes, voir Nougaro.
Albums par Claude Nougaro
Bleu Blanc Blues
(1985) Nougayork
(1987)
Lives par Claude Nougaro
Au New Morning
(1981) Zénith made in Nougaro
(1989)
Nougaro sur scène est un album live de Claude Nougaro, enregistré à l'Olympia à Paris. Il sort en octobre 1985 sous le label Barclay.

## Autour de l'album
Référence originale : Barclay – 827 968-1

## Titres
| 1.  | Je crois (Imploracion negra)            | Claude Nougaro (adaptation) | H. Canto                       |  |
| 2.  | À tes seins (Saint Thomas)              | Claude Nougaro (adaptation) | Sonny Rollins                  |  |
| 3.  | Le jazz et la java (Three to Get Ready) | Claude Nougaro (adaptation) | Dave Brubeck                   |  |
| 4.  | Le piano de mauvaise vie                | Claude Nougaro              | Gerry Mulligan                 |  |
| 5.  | Réunion                                 | Claude Nougaro              | Maurice Vander                 |  |
| 6.  | Le rouge et le noir                     | Claude Nougaro              | Michel Legrand                 |  |
| 7.  | La pluie fait des claquettes            | Claude Nougaro              | Claude Nougaro, Maurice Vander |  |
| 8.  | Bleu Blanc Blues                        | Claude Nougaro              | Claude Nougaro                 |  |
| 9.  | Les billes                              | Claude Nougaro              | Maurice Vander                 |  |
| 10. | L'Accordéoniste                         | Michel Emer                 | Michel Emer                    |  |
| 11. | Le cinéma                               | Claude Nougaro              | Michel Legrand                 |  |
| 12. | Cécile ma fille                         | Claude Nougaro              | Jacques Datin                  |  |

## Crédits
Direction musicale : Léo Missir
Basse : Pierre Michelot
Piano : Maurice Vander
Batterie, percussion : Bernard Lubat
Producteur : Mike Lanaro
Photographie : Jean Frédéric Schall